# خانه ۲ القچین علیا
خانه ۲ القچین علیا مربوط به سده‌های متاخر دوران‌های تاریخی پس از اسلام است و در شهرستان کهگیلویه، بخش چرام، دهستان چرام، روستای القچین علیا واقع شده و این اثر در تاریخ ۷ خرداد ۱۳۸۷ با شمارهٔ ثبت ۲۲۹۶۵ به‌عنوان یکی از آثار ملی ایران به ثبت رسیده است.